# Attesa di Tobi e Anna
L'Attesa di Tobi e Anna o l'Attesa di Tobia e Anna è un dipinto di Rembrandt, eseguito nel 1659.
Si tratta della terza opera di Rembrandt incentrata sulle vicende del biblico Tobi o Tobia. Qui viene rappresentato l'anziano ebreo nella propria casa mentre attende con la moglie Anna il ritorno del figlio Tobia (o Tobiolo), partito per la Media.

Il quadro si trova nel Museo Boijmans Van Beuningen di Rotterdam.